# Enicospilus borroloolai
Enicospilus borroloolai là một loài tò vò trong họ Ichneumonidae.